# Макарцев, Владимир Григорьевич
Владимир Григорьевич Макарцев — майор Вооружённых Сил СССР, участник войны в Афганистане, погиб при исполнении служебных обязанностей, кавалер ордена Красной Звезды (посмертно).

## Биография
Владимир Григорьевич Макарцев родился 10 февраля 1946 года в посёлке Мухтолово Ардатовского района Горьковской (ныне — Нижегородской) области в многодетной семье работника железной дороги. После окончания средней школы в родном посёлке уехал в город Горький (ныне — Нижний Новгород), где поступил в Горьковский автодорожный техникум. После его окончания в 1967—1970 годах проходил службу в автотранспортных частях Советской Армии, дислоцировавшихся на территории Польской Народной Республики и Чехословацкой Социалистической Республики. Окончил курсы офицеров запаса.
Уволившись в запас, Макарцев вернулся в Горький, где поступил на службу в органы внутренних дел, был инспектором Государственной автомобильной инспекции, позднее стал начальником автоколонны. В 1976 году вновь добровольно поступил на службу в Вооружённые Силы СССР. Командовал автотранспортными подразделениями в Горьком и Чите, затем был заместителем командира автоброневого дивизиона в составе Группы советских войск в Германии. Впоследствии перешёл на службу в воздушно-десантные войска.
В феврале 1986 года Макарцев был направлен в состав ограниченного контингента советских войск в Демократической Республике Афганистан на должность заместителя по технической части командира батальона. Занимался техническим обеспечением рейсов по доставке военных грузов и эвакуации вышедшей из строя боевой техники по маршруту Кабул-Хайратон. 23 февраля 1987 года при выполнении очередной такой задачи Макарцев возглавлял колонну тяжёлых машин. Когда на перевале Саланг тягач «МАЗ-537» потерял управление и стал сползать в пропасть, офицер приказал водителю выйти из кабины, а сам попытался оставить машину. Несмотря на его усилия, тягач упал в пропасть, и Макарцев скончался от полученных травм. Согласно некоторым публикациям, падение тягача произошло из-за подбития его моджахедами, а сам майор попытался спасти технику, несмотря на полученное ранение.
Похоронен на Старом Автозаводском кладбище в городе Нижнем Новгороде.
Указом Президиума Верховного Совета СССР майор Владимир Григорьевич Макарцев посмертно был удостоен ордена Красной Звезды.

## Память
- В честь Макарцева названа улица в посёлке Мухтолово Ардатовского района Нижегородской области[3].
- Имя Макарцева было присвоено бронетранспортёру его войсковой части[3].
- Награды и личные вещи майора Владимира Григорьевича Макарцева экспонируются в музеях[3].